# Mark Kerry
Mark Kerry (Temora, 4 agosto 1959) è un ex nuotatore australiano.
Specializzato nel dorso, ha vinto tre medaglie alle olimpiadi, di cui una d'oro ai Giochi olimpici di Mosca 1980 nella staffetta 4x100 m misti.

## Palmarès
- Olimpiadi
  - Mosca 1980: oro nella staffetta 4x100 m misti.
  - Los Angeles 1984: bronzo nei 200 m dorso e nella staffetta 4x100 m misti.